# سيوري كوندو
سيوري كوندو (هانغل: 近藤 朱里) (والمعروفة باسم سيوري (بالإنجليزية: Syuri)‏ هي مصارعة يابانية محترفة، وملاكمة تبادل لاطلاق النار، وكيك بوكسينغ وفنانة فنون القتال المختلطة، ولدت في 8 فبراير 1989 في إبينا، اليابان. تنافس سيوري بشكل رسمي في بطولة القتال النهائي. وتعمل حاليًا في وورلد وندر رينغ ستاردوم، حيث أصبحت بطلة بطولة العالم SWA الحالية في حكمها الأول.